# Валени (Марамуреш)
Валени (рум. Văleni) насеље је у Румунији у округу Марамуреш у општини Калинешти. Oпштина се налази на надморској висини од 399 m.

## Становништво
Према подацима из 2002. године у насељу је живело 1387 становника, од којих су сви румунске националности.